# Хатинска повест
Хатинска повест или „Хатинската приказка“ (1971) е разказ на Алес Адамович, посветен на борбата на партизаните срещу германските окупатори в Беларус по време на Великата отечествена война. Кулминацията на историята е изтребването на жителите на едно от беларуските села от нацистките наказателни сили, което позволява на автора да направи паралели както с трагедията на Хатин, така и с военните престъпления от следващите десетилетия. Историята е написана от 1966 до 1971 г.

## Сюжет
Мъж с тъмни очила и с бял бастун пътува в автобус за Хатин. Околните се отнасят с уважение към него и го наричат „Фльора“. Момче пионер, придружаващ слепец, научава, че всички партизани в автобуса са от „Отряда на Сталин“ (210-й партизански отряд „И. В. Сталин“). Те отиват на откриването на паметника и пеят песента „Войските слушат фронтовата песен“. Фльора се потапя в спомени за това как като 16-годишен юноша се присъединява към партизанския отряд Косач.
В своите землянки в есенната гора партизаните с ушанки често пускат грамофон, от който се чува само една песен „Стига се ядосвай, Маша“. В лагера Фльора среща момиче, Глаша, облечено в „немски пуловер“, което работи в кухнята и в медицинското отделение. Следва първата атака срещу жп гарата, която не може да бъде превзета. Неговият старши другар, картечарят Сашка, е убит, а самият Фльора е контузиран и докаран в лагера ранен. По време на наказателната акция на германците Фльора и Глаша се крият в гората, а след това Фльора довежда момичето в своето село Бели пясъци. На мястото на селището обаче има само пепелища. Фльора се утешава с надеждата, че селяните са избягали в гората. Глаша събира картофи от пепелта. В небето се появява немска „щука“ (Focke-Wulf Fw 189 Uhu). В блатата мъртви трупове на крави („хипопотами“) очакват Глаша и Фльора, от които се носи ужасна воня. Едва след като преминават това препятствие, те се озовават на „острова“, където ги чакат други партизани, водени от комендант с прозвище Ленинградец. Тук Фльора научава ужасната истина, че в родното му село всички са били „заключени в конюшнята и подпалени“. При следващото нападение германците пускат овчарски кучета срещу партизаните, но Фльора е един от малкото, които успяват да избягат. Но ранените войници и Глаша останават на партизанския „остров“.
Опитвайки се да си набави храна, Фльора се озовава в селото, той е заловен и едва не изгаря в плевня със селяните. Само по късмет остава да се грижи за кравите. Той се представя като „шарпи“ (на немски: Schuler, ученик). Той е изненадан от плешив немски офицер със златни очила и маймуна на рамото, както и наказатели в жълто-зелени униформи и кръгли зелени шапки. След това партизани от непознат отряд атакуват наказателните сили и освобождават Фльора и други заложници. Отрядът на Косач се приближава по сечището. Но победата е още далеч. Партизаните си тръгват. Те разделят заловените наказатели на две групи и предлагат на едната да застреля другата. Горящите торфени блата се оказват нова пречка. Минометен обстрел и отново престрелка с немците и власовците.
След войната Фльора научава, че наказателните сили са открили „острова“, където той се крие с Глаша. След това ранените партизани се взривяват, а Глаша е отведен в концентрационния лагер „Озаричи“.
Възмъжалият Фльора, сега Флориан Петрович Гайшун, е ужасен от човешката история и се съмнява в бъдещето според Маркс, тъй като злото не намалява. След Маркс, Хитлер и сега си спомня Уилям Кели и трагедията Ми Лай. Но той си спомня музиката на Пит Сийгър и осъзнава необходимостта от борба срещу фашизма, с неговите фюрери и наркотични идеи за превъзходство.

## Отзиви за историята
| „ | „Хатинската история“ е талантливо въплъщение на паметта за войната, история за напомняне и история за предупреждение. Опитът на онези, които са преживели войната, не може да бъде пропилян. Той учи човечеството на може би най-елементарната истина: само без да щадите живота си, можете да защитите свободата и да победите врага. Особено нещо толкова изтънчено като немския фашизъм. Васил Биков | “ |

## Театрални постановки и филмови адаптации
През 1974 г. Държавната телевизионна и радиокомпания по „Хатинската история“ поставя едноименна радиопиеса на беларуски език. Въз основа на „Хатинската приказка“ пиесата „Завръщане в Хатин“ (реж. Б. И. Луценко) е поставена в Държавния руски драматичен театър на БССР през 1977 г. През 1984 г. по тази постановка е заснет филм-спектакъл в две части.
Историята е в основата на сценария за филма „Иди и виж“ (1985) на Елем Климов.